# Ruta del Califato

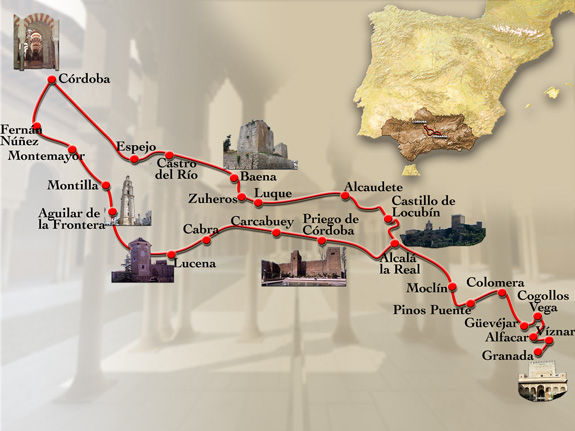
Mapa de la ruta.

La Ruta del Califato es una ruta turística en la comunidad autónoma española de Andalucía, perteneciente al conjunto de las denominadas Rutas de El legado andalusí, que une las ciudades de Córdoba y Granada, atravesando las provincias de Jaén, Córdoba y Granada.
La ruta incluye algunos enclaves paisajísticos de extraordinario valor: El parque natural de las Sierras Subbéticas Cordobesas, la Sierra de Moclín, Sierra Elvira y el parque natural de la Sierra de Huétor.
En cuanto a gastronomía se refiere, el aceite de oliva ocupa un papel vital, ofreciendo la posibilidad de degustar algunas de las variedades de más calidad del mundo. Platos típicos, muchos de ellos de origen árabe, buenos vinos (denominación de origen Montilla - Moriles y vinos de Jaén) y una amplia repostería completan la oferta gastronómica de este recorrido.

## Historia
Esta ruta fue una de las más transitadas en la Edad Media al unir la capital califal, Córdoba y la capital nazarí, Granada. Por ella pasaban mercaderes venidos de todo el mundo y también eran rutas de saber, ciencias y artes. 
Los territorios por los que pasa la ruta recibieron influencia y se beneficiaron del Califato cordobés, la ciudad más importante respecto a cultura, avance y progreso en el siglo X en Occidente.

## Rutas
Dependiendo de donde se parta se pueden seguir diferentes rutas. Todas las rutas pasan por Córdoba y Granada, dos tierras importantes de la época musulmana en España.
Si la Ruta del Califato se inicia en Córdoba, se pueden seguir dos rutas principales. La ruta sur y la norte, ambas con una duración de 2-3 días, dependiendo del ritmo y la visita a los diferentes atractivos.
Ruta Norte
La extensión es de 180 kilómetros.
Los enclaves que forman esta ruta son:
Fernán Núñez, Montemayor, Montilla, Aguilar de la Frontera, Lucena, Cabra, Carcabuey, Priego de Córdoba y Alcalá la Real.
Ruta Sur
La extensión es de 195 kilómetros.
Parajes de esta ruta son: Espejo, Castro del Río, Baena, Zuheros, Luque, Alcaudete, Castillo de Locubín y Alcalá la Real.
Unión en Alcalá la Real
A partir de Alcalá la Real, la ruta norte y sur van unidas pasando por Moclín, Pinos Puente, Colomera, Güevéjar, Cogollos Vega, Alfacar, Víznar y llegada a Granada.